# Катастрофа Ан-12 близ Новосибирска (1969)
Катастрофа Ан-12 близ Новосибирска (1969) — авиационная катастрофа, произошедшая в среду 13 августа 1969 года. Военно-транспортный самолёт Ан-12Б авиакомпании «Аэрофлот» выполнял грузовой рейс SU-5134 по маршруту Тикси—Новосибирск—Москва, но при подлёте к аэропорту Новосибирска у него начались неполадки с двигателем № 4 (ещё при вылете из Тикси он не вышел на взлётный режим, но пилоты приняли решение взлетать и позже во время полёта убедились в его исправности), после чего экипаж перевёл все двигатели в слабый режим и начал выполнять аварийную посадку, но в итоге самолёт рухнул в лес и разрушился. Из 6 членов экипажа на его борту выжили 2.

## Самолёт
Ан-12Б (регистрационный номер СССР-11018, заводской 6344201, серийный 42-01) был выпущен Ташкентским авиационным заводом № 84 26 июня 1966 года и в том же году совершил свой первый полёт, а в июле того же года был передан ВВС СССР. 21 мая 1967 года был передан Шереметьевскому ОАО Полярного УГА авиакомпании «Аэрофлот». Оснащён четырьмя турбовинтовыми двигателями АИ-20М производства Пермского моторного завода. На день катастрофы совершил 1202 цикла «взлёт-посадка» и налетал 3172 часа.

## Экипаж
Самолётом управлял экипаж из 247-го лётного отряда (Шереметьевский объединённый авиаотряд), его состав был таким:
- Командир воздушного судна (КВС) — Владимир Иванович Чудный.
- Второй пилот — Уар Дмитриевич Курбатов.
- Штурман — Григорий Севастьянович Король.
- Бортмеханик — Михаил Михайлович Муратов.
- Бортрадист — Сергей Петрович Пьянков.
- Бортпроводник — Владимир Михайлович Сухотин.

## Хронология событий
Ан-12Б борт СССР-11018 должен был выполнить грузовой рейс SU-5134 из Тикси в Москву с промежуточной посадкой в Новосибирске. До этого он уже выполнил другой рейс по маршруту Тикси—Чокурдах—Мыс Шмидта и затем вернулся обратно в Тикси. 12 августа 1969 года самолёт (после дозаправки 15 500 килограммами авиатоплива и смены экипажа) начал выполнение рейс SU-5134 Тикси—Новосибирск—Москва. На борту самолёта находились 6 членов экипажа и 9900 килограммов груза, общий взлётный вес самолёта (вместе с грузом) составлял 61 447 килограммов.
В 20:45 YAKT рейс SU-5134 вылетел из Тикси, при этом во время разгона по ВПП двигатель № 4 не вышел на взлётный режим и работал на номинальном режиме, но из-за того, что взлёт был курсом на море, пилоты приняли решение продолжать взлёт. После набора высоты 400 метров экипаж перевёл все двигатели на номинальный режим, но показания двигателя № 4 не изменились. Потом все двигатели были переведены в нормальный режим работы, но двигатель № 4 по-прежнему работал неисправно. При уборке УПРТ (указатель положения рычагов авиатоплива) режим двигателя № 4 не изменился. Из-за того, что у самолёта был большой полётный вес, а погода в Тикси была плохая (соответствовала минимуму № 1 — видимость 2200 метров) КВС принял решение следовать по маршруту в район хорошей погоды. Заняв высоту 7800 метров и убедившись в корректной работе двигателя № 4, экипаж решил продолжить полёт до Новосибирска и при пролёте контрольных точек докладывал об остатке авиатоплива — Хатанга на 5 часов 40 минут, Алыкель на 4 часа 30 минут, Подкаменная Тунгуска на 3 часа 20 минут. По прибытии в новосибирский аэропорт Толмачёво остаток авиатоплива должен был составлять 3 тонны.
После пролёта Алыкеля самолёт занял эшелон 8400 метров, а после Подкаменной Тунгуски — снова 7800 метров. В 0:14 пилоты доложили о входе в РДС (районную диспетчерскую службу) Новосибирска и получили разрешение авиадиспетчера на снижение до эшелона 4500 метров. В 00:19 КВС доложил, что двигатель № 4 не управляется и его будут флюгировать. В 00:29 пилоты начали снижение. В 00:45 на высоте 1200 метров и за 5 километров до центра взлётной полосы экипаж получил разрешение снижаться до 500 метров с выходом в район третьего разворота для посадки с магнитным курсом 120°. В 00:50:30 пилоты выпустили шасси и начали выполнение третьего разворота. В 00:51:40 авиадиспетчер дал пилотам рейса 5134 указание выполнять четвёртый разворот, что пилоты подтвердили. Между третьим и четвёртым разворотом закрылки были выпущены на 15°.
Примерно в 00:52:10 во время четвёртого разворота возникла экстренная ситуация, а в 00:52:33 КВС внезапно доложил: Сажусь на вынужденную, все четыре — слабый режим. В 00:52:49 КВС сообщил: Сажусь на вынужденную; а в 00:52:53 кто-то из пилотов сказал: Тут какой-то лес, да? а…? и после этого сообщения связь с рейсом SU-5134 оборвалась. Самолёт был обнаружен в лесу в 13 километрах от ВПП разрушенным и частично сгоревшим — он врезался с деревья и на протяжении 300 метров получал повреждения, а после с магнитным курсом 284° и правым креном рухнул на землю. Из 6 членов экипажа погибли 4 — КВС, второй пилот, бортмеханик и бортпроводник; последний был выброшен из разрушающегося самолёта. Остальные 2 члена экипажа (штурман и бортрадист) выжили, получив тяжёлые ранения — за несколько секунд до катастрофы они перешли в кабину сопровождения.

## Расследование
Комиссия сделала вывод, что причиной катастрофы рейса SU-5134 стала техническая неисправность, но представители МАП СССР не согласились с выводом комиссии. Согласно их мнению, причиной катастрофы стали ошибки при техническом обслуживании самолёта. Это мнение они прикрепляли тем, что после тщательного исследования двигателей был сделан вывод технической комиссии — отказ управления произошёл из-за заклинивания дроссельного крана командно-топливного агрегата КТА-5Ф вследствие его коррозии. Большинство деталей топливной части двигателей № 1, № 3 и № 4 имели интенсивную коррозию очагового характера с глубиной 0,01-0,05 миллиметров из-за воздействия морской воды, оказавшейся в авиатопливе.

### Комментарии
1. ↑  Здесь и далее указано Красноярское время — KRAT